# Jitka Kocianová
Jitka Kocianová (* 5. prosince 1954) je česká politička, členka Občanské demokratické strany, na počátku 21. století poslankyně Poslanecké sněmovny.

## Biografie
Žila v Bohumíně, v roce 2001 pracovala coby referentka Okresního úřadu Karviná. Členkou ODS byla od roku 1991. Ve volbách v roce 1998 kandidovala do poslanecké sněmovny za ODS (volební obvod Severomoravský kraj). Nebyla ale zvolena. Do sněmovny ovšem nastoupila dodatečně v březnu 2001 jako náhradnice poté, co rezignoval poslanec Josef Jalůvka. Byla členkou sněmovního výboru pro sociální politiku a zdravotnictví. V parlamentu setrvala do voleb v roce 2002.
Angažuje se i v místní politice. V komunálních volbách roku 1998 byla za ODS zvolena do zastupitelstva města Bohumín. Neúspěšně se o znovuzvolení pokoušela v komunálních volbách roku 2002, komunálních volbách roku 2006 a komunálních volbách roku 2010. Profesně se k roku 1998 uvádí jako odborná referentka OÚ, v letech 2002 a 2006 jako úřednice a k roku 2010 coby vedoucí pracovnice domova seniorů. Je členkou Oblastní rady ODS Karviná.